# 紅磡花園

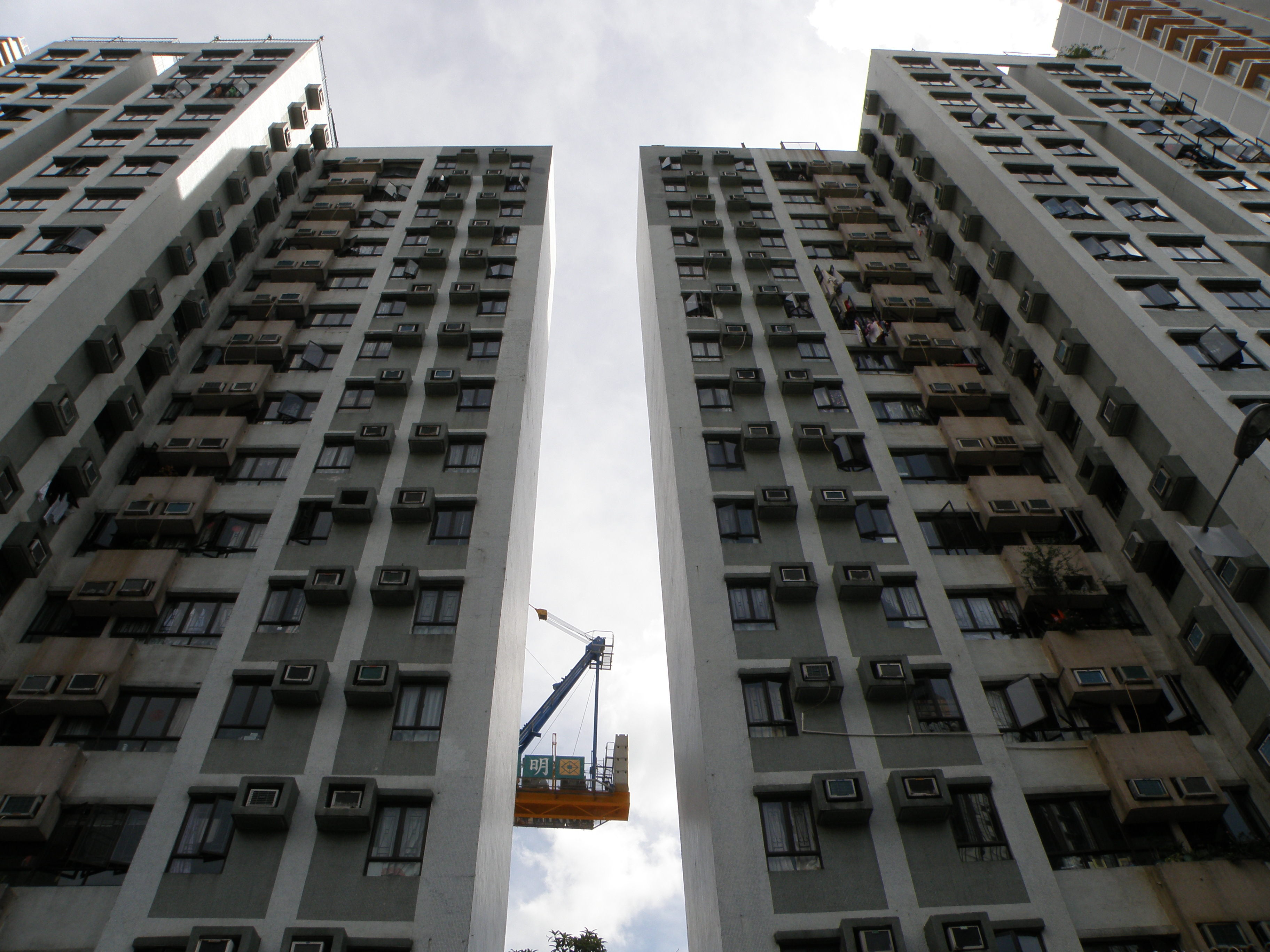
紅磡花園

紅磡花園（英語：Hunghom Gardens）是一個由夏利文集團所興建的私人屋苑，始建於1990年，位於九龍鶴園青州街，其前身為天星小輪公司員工宿舍。

## 住宅
紅磡花園共有兩座，單位開則共有3款，兩房戶建築面積為481方呎（實用386方呎），三房戶建築面積為596方呎（實用480方呎）及606方呎（實用488方呎），全部單位均沒有窗台發水樓，按新盤或半新盤來算，相近尺數單位會少一個房間，實用率有明顯優勢，單位屬四正的圖則及較少擾人的柱位，相對容易擺放傢俬，所有房間及浴室廚房均有窗作對流，增加空氣流通及採光量，房間亦可放下雙人床Queen Size（152cm×190cm）以不用把部份床身安放在窗台上（因為沒有窗台），於香港樓宇結構內屬難得之圖則。屋苑合共有179個單位，當中包括有11個連平台及12個連天台特色戶。兩座大廈各自高16層（不設14樓），兩梯六伙設計，每座大廈約90戶，各有2台電梯，比現時部分新樓盤的安排優勝良多，不論高低層住戶均可快捷使用電梯，故屋苑較少有放盤及以用家市場為主。而屋苑所屬路段較少車輛行駛，可算旺中帶靜。

## 設施
屋苑本身不設會所及停車場，管理費相對同類樓盤為低，加上屬於市區內地段，故2047年前均無需繳付政府地租，屋苑亦已完成大維修工程。屋苑附近有多個公園（佛光街公園、佛光街2號花園、佛光街休憩處、青州街遊樂場、高山道公園、和黃公園等）附設籃球場、排球場、足球場、遊樂場及市政大樓（圖書館、室內運動場及街市）。步行前往何文田站及土瓜灣站約需7分鐘步程。購物方面除了紅磡廣場、煥然懿居商場、昇御商場、海逸坊、黃埔新天地等，以及眾多小店。

## 交通
| 交通路線列表                                                                                     |
| ------------------------------------------------------------------------------------------------ |
| 港鐵 - █ 觀塘綫 █ 屯馬綫：何文田站A1出口 （步行約7分鐘） █ 屯馬綫：土瓜灣站D1出口（步行約7分鐘） |